# Rochlitz
Rochlitz é um município da Alemanha, situado no distrito de  Mittelsachsen, no estado da Saxônia. Tem 23,71 km² de área, e sua população em 2019 foi estimada em 5.710 habitantes.